# Aculops beeveri
Aculops beeveri är en spindeldjursart som beskrevs av David C.M. Manson och Uri Gerson 1986. Aculops beeveri ingår i släktet Aculops och familjen Eriophyidae. Inga underarter finns listade i Catalogue of Life.